# 笛田博昭

笛田 博昭（ふえだ ひろあき、1978年10月8日 - ）は、日本の声楽家 （テノール）。新潟県南魚沼郡湯沢町大字湯沢字上熊野出身。樹楽株式会社、代表取締役。

## 経歴
- 1994年（平成6年）- 3月、湯沢町立湯沢中学校を卒業。
- 1997年（平成9年）- 3月、私立敬和学園高等学校を卒業。
- 2001年（平成13年）- 3月、私立名古屋芸術大学音楽学部演奏学科声楽コースを首席卒業。
- 2003年（平成15年）- 3月、私立名古屋芸術大学大学院音楽研究科専攻を修了。
- 2006年（平成18年）- 7月2日、第37回イタリア声楽コンコルソでイタリア大使杯を受賞[2]。
- 2007年（平成19年）- 9月、第9回マダムバタフライ世界大会1位（モルドバ共和国）[3]。
- 2008年（平成20年）- 4月、愛知県芸術文化選奨文化新人賞を受賞[4]。
- 2009年（平成21年）- 1月31日、藤原歌劇団創立75周年記念公演『ラ・ジョコンダ』キャスト（エンツォチョン・イグン）[5]。
  - 第20回、五島記念文化賞オペラ新人賞を受賞[6]。
  - 8月23日、湯沢町特別観光大使に任命される。
  - 2月17日、トキめき新潟国体冬季大会スキー競技会開会式（湯沢町）国旗儀礼時、国歌（君が代）独唱。
- 2011年（平成22年）- 文化庁新進芸術家海外研修員として再渡伊。
- 2014年（平成26年）第50回日伊声楽コンコルソ第1位および岡部多喜子賞・五十嵐喜芳賞を受賞[7]。

## 会員
- 声楽を中島基晴[8]・リナ ヴァスタ[9][10]各氏に師事。
- アミーチカント会会員。

## CD
| 発売日       | 規格番号 | タイトル                                    | 備考 |
| ------------ | -------- | ------------------------------------------- | --- |
| 2009年9月9日 | WBN-701  | brillante ～輝き～ ソプラノとテノールの饗宴 | アーティスト:笛田博昭・西正子 演奏:木暮素子・篠原梨恵・河村桃子 作曲:プッチーニ・ビゼー・ドニゼッティ他。 |